# 스페이스 캠프
《스페이스 캠프》(SpaceCamp)는 미국에서 제작된 해리 위너 감독의 1986년 모험, SF 영화이다. 케이트 캡쇼 등이 주연으로 출연하였고 월터 코블렌즈 등이 제작에 참여하였다.

## 출연

### 주연
- 케이트 캡쇼
- 리 톰슨
- 켈리 프레스톤
- 래리 B. 스콧
- 호아킨 피닉스

### 조연
- 테이트 도노반

## 기타
- 협력프로듀서: 데이빗 샐븐
- 미술: 리처드 맥도널드
- 의상: 패트리시아 노리스
- 배역: 마이크 펜튼
- 배역: 제인 페인버그